# William Dupree
William Francis Dupree, noto Bill (Saranac Lake, 7 giugno 1909 – Bound Brook, 25 febbraio 1955) è stato un bobbista statunitense.

## Biografia
Ai V Giochi olimpici invernali (edizione disputatasi nel 1948 a Sankt Moritz, Svizzera) vinse la medaglia di bronzo nel Bob a quattro con i connazionali Thomas Hicks, Donald Dupree e James Bickford partecipando per la nazionale statunitense I, meglio di loro la nazionale belga a l'altra statunitense (medaglia d'argento e medaglia d'oro).
Il tempo totalizzato fu di 5:21,5  la distanza dagli altri due tempi fu breve: 5:20,1, e 5:21,3.
Inoltre ai campionati mondiali vinse una medaglia di bronzo:
- Campionati mondiali di bob 1937, medaglia di bronzo nel bob a quattro con Donald Fox, Clifford Gray e James Bickford.

Era il fratello di Donald Dupree ed ha combattuto nella seconda guerra mondiale.